# دوري كرة القدم الغربي 1946–47
دوري كرة القدم الغربي 1946–47 (بالإنجليزية: 1946–47 Western Football League)‏ هو موسم من دوري كرة القدم الغربي ‏. فاز فيه Trowbridge Town F.C. ‏.